# Мельник Валерій Іванович
Вале́рій Іва́нович Ме́льник (23 червня 1966, м. Радомишль, Житомирська область, Українська РСР, СРСР — 26 березня 2017, с. Малинівка, Слов'янський район, Донецька область, Україна) — полковник Збройних сил України, начальник управління організаційно-планового та експлуатації — заступник начальника Центрального автомобільного управління Озброєння Збройних сил України.

## Біографія
Народився 1966 року в місті Радомишль, Житомирська область. З 1973 по 1983 рік навчався в Радомишльській середній школі № 3.
1988 року закінчив з відзнакою Київське вище танкове інженерне училище. Офіцерську службу розпочав у Групі радянських військ у Німеччині, на посаді заступника командира танкової роти з озброєння та заступника командира окремого танкового батальйону з озброєння.
Після розпаду СРСР повернувся для подальшого проходження служби в рідну Україну, служив на посадах заступника начальника автомобільної бази з технічної частини, начальника автомобільної служби центру забезпечення Міноборони. 2003 року закінчив з відзнакою Національну Академію оборони України. Проходив службу на посадах заступника командира полку з озброєння, начальника відділу оборонного планування Головного управління оперативного забезпечення ЗСУ та начальника управління організаційно-планового та експлуатації — заступника начальника Центрального автомобільного управління Озброєння Збройних сил України. Близько 20 разів нагороджувався відзнаками Генштабу, Міноборони України та державними нагородами.
Під час виконання обов'язків начальника Озброєння штабу АТО, організував та особисто керував технічним забезпеченням військ, залучених до виконання бойових завдань на території проведення антитерористичної операції на сході України.
Загинув 26 березня 2017 року в результаті авіакатастрофи військового гелікоптеру Мі-2, яка сталася близько 15:00 біля села Малинівка Слов'янського району Донецької області, в 13 км від аеродрому м. Краматорська. Разом з Валерієм Мельником загинув полковник Віктор Калитич (офіцери Озброєння ЗСУ перебували на борту в якості пасажирів) та члени екіпажу вертольоту 18-ї окремої бригади армійської авіації підполковник Євгеній Волошин, капітан Дмитро Мовчан і старший лейтенант Роман Кандул. За попередніми висновками, катастрофа сталася внаслідок зіткнення з лінією електропередач.
29 березня у Києві, в приміщенні Озброєння ЗС України відбулося прощання із офіцерами Валерієм Мельником і Віктором Калитичем. Похований на кладовищі Радомишля.

## Нагороди
- Указом Президента України № 138/2017 від 22 травня 2017 року, «за особисту мужність, виявлену у захисті державного суверенітету та територіальної цілісності України, самовіддане виконання військового обов'язку», нагороджений орденом Богдана Хмельницького III ступеня (посмертно)[4].
- Відзнака «Ветеран військової служби»
- Медаль «10 років Збройним Силам України»
- Медаль «15 років Збройним Силам України»

## Вшанування пам'яті
13 жовтня 2017 року в Радомишльській ЗОШ І-ІІІ ступенів № 3 була відкрита меморіальна дошку випускнику школу, полковнику Валерію Мельнику.
28 березня 2018 року в штабі Озброєння Збройних Сил України відкрили меморіальні дошки полковнику Валерію Мельнику та полковнику Віктору Калитичу.